# 鲁华度·祖西·达·艾古亚·尼图
魯華度·祖西·達·艾古亞·尼圖（Euvaldo José de Aguiar Neto，1982年9月17日—），是巴西的足球運動員，司職前鋒。